# Yūki Nogami
Yūki Nogami (jap. 野上 結貴, Nogami Yūki; * 20. April 1991 in Suginami, Präfektur Tokio) ist ein japanischer Fußballspieler.

## Karriere
Yūki Nogami erlernte das Fußballspielen in den Jugendmannschaften von Wakasugi SC und Forza'02, sowie in der Schulmannschaft der Tokyo Hozen High School und der Universitätsmannschaft der Yokohama Toin University. 2012 wurde er von der Universitätsmannschaft zum Yokohama FC nach Yokohama ausgeliehen. In dem Jahr absolvierte er als Jugendlicher drei Zweitligaspiele. Im Anschluss wurde er von Yokohama fest verpflichtet. Bis Mitte 2016 spielte er 127-mal in der zweiten Liga. Im Juli 2016 nahm ihn der Erstligist Sanfrecce Hiroshima unter Vertrag. Der Verein aus Hiroshima, einer Hafenstadt im Südwesten der japanischen Hauptinsel Honshū, spielte in der höchsten Liga des Landes, der J1 League. 2018 wurde er mit dem Verein Vizemeister. Am 22. Oktober 2022 stand er mit Hiroshima im Endspiel des Japanischen Ligapokals. Hier besiegte man Cerezo Osaka mit 2:1. Nach 183 Erstligaspielen wechselte er im Januar 2023 zum ebenfalls in der ersten Liga spielenden Nagoya Grampus. Am 2. November 2024 stand er mit Nagoya im Finale des J. League Cup. Das Finale gegen Albirex Niigata gewann man im Elfmeterschießen.

## Erfolge
Sanfrecce Hiroshima
- Japanischer Vizemeister: 2018
- Japanischer Ligapokalsieger: 2022

Nagoya Grampus
- Japanischer Ligapokalsieger: 2024